# Водяне (Волноваський район)
Водяне́ — село (до 2011 року — селище) Вугледарської міської громади Волноваського району Донецької області України. 

## Загальна інформація
Відстань до райцентру становить близько 22 км і проходить переважно автошляхом місцевого значення.
Землі села межують із територією м. Вугледар Вугледарської міської ради Донецької області.
08.09.2024 р. село було зайняте московитськими військами.

## Населення
За даними перепису 2001 року населення села становило 324 особи, з них 82,41 % зазначили рідною мову українську, 17,28 % — російську та 0,31 % — вірменську мову.